# Obrium cephalotes
Obrium cephalotes är en skalbaggsart som beskrevs av Maurice Pic 1923. Obrium cephalotes ingår i släktet Obrium och familjen långhorningar. Inga underarter finns listade i Catalogue of Life.